# 赵爱军
赵爱军（1964年3月—），河南登封人，汉族，中国共产党党员。中华人民共和国政治人物、第十三届全国人民代表大会辽宁地区代表。

## 生平
曾于2015年12月至2016年担任辽宁省鞍山市委副书记、市长，2019年2月担任辽宁省交通运输厅厅长。
2018年2月24日，当选为第十三届全国人大代表。